# Jean Claude Annaert
Jean Claude Annaert (XV Distrito de París o Isla de Francia, 22 de agosto de 1935 - 12 de septiembre de 2020) fue un ciclista francés, profesional entre 1950 y 1966, logró en 1962  dos victorias de etapa en la Vuelta a España.
Participó en cuatro Tour de Francia de 1957 a 1959 y en el 1962. En el Tour de 1962 ayudó a Jacques Anquetil su jefe de equipo a ganar el Tour con Saint-Raphael Helyett.
Falleció el 12 de septiembre de 2020 a los ochenta y cinco años.

## Palmarés
1957
- Guéret
- 1 etapa en el Circuito de Aquitania

1958
- 1 etapa en el Tour de Luxemburgo

1959
- G. P. d’Isbergues

1960
- Antibes
- Coudekerke
- Ferrières-la-Grande
- G. P. de Soissons
- Rousies
- 1 etapa en el Tour du Nord

1961
- Jeumont
- Trofeo Lepetit

1962
- 1 etapa en la Vuelta a España

1965
- 1 etapa en el Critérium Internacional
- Ferrières-la-Grande

1966
- 1 etapa en la París-Niza